# Ircinia ramodigitata
Ircinia ramodigitata är en svampdjursart som beskrevs av Burton 1934. Ircinia ramodigitata ingår i släktet Ircinia och familjen Irciniidae.
Artens utbredningsområde är havet kring Australien. Inga underarter finns listade i Catalogue of Life.